# Jusbasci
Jusbasci era un grado militare delle truppe coloniali italiane, equivalente al grado di maresciallo aiutante del Regio Esercito e per un periodo al grado di sottotenente.

## Servizio

Distintivo di grado di Sciumbasci capo

I gradi degli Àscari furono diversi, raggiungendo sino al corrispettivo italiano di maresciallo: Àscari (soldato semplice), borazan (trombettiere),
uachil (ascari scelto), muntaz (caporale), bulucbasci (sergente), bulucbasci capo (sergente maggiore), sciumbasci (maresciallo, grado adottato per i reparti eritrei dopo il 1906); nel 1936 venne anche creato il grado di sciumbasci capo, equivalente a luogotenente o aiutante.
Nei primi tempi vennero formati anche ufficiali con l'istituzione del grado di jusbascì, corrispondente al sottotenente, grado non più concesso dal 1902, ma che continuò a esistere per qualche tempo soprattutto in Somalia.
Lo jusbasci era scelto tra i bulucbasci con almeno tre anni di servizio su proposta del comandante di compagnia, e con il parere definitivo espresso da una commissione, composta da tutti i comandanti delle compagnie appartenenti al medesimo battaglione e presieduta dal comandante dell'unità.
Dopo l'istituzione del grado di sciumbasci capo, nel Regio Corpo Truppe Coloniali della Somalia e tra gli Zaptié libici lo sciumbasci capo era anche chiamato jusbasci.

## Turchia
Yüzbaşı (turco ottomano: يوزباشي) nei paesi turcofoni dell'Asia centrale designava la posizione di capo dei cento (Yüzbaşı, yüz-başı dalla parola turca yüz - cento e baş - capo) che esisteva nel Medioevo tra le tribù turche che passarono a un stile di vita sedentario. Quando se ne presentava la necessità, l'esercito veniva reclutato in modo tale che per ogni casa venisse richiamata una persona. Pertanto, in tempo di guerra, lo yüzbaşı comandava cento soldati, mentre in tempo di pace aveva sotto il suo controllo cento famiglie. Negli stati dell'Asia centrale, il titolo di Yüzbaşı veniva dato al capo del distaccamento. In Turchia e in Persia, questo era in precedenza il nome dato ai comandanti militari che erano considerati assistenti del minbaşı, nonché ai governanti dei clan nomadi che costituivano l'esercito irregolare.

### Esercito turco
Nel moderno Esercito turco esiste il grado di Yüzbaşı che corrisponde al grado di capitano degli altri eserciti della NATO. Il grado era in vigore anche nell'ultimo periodo dell'Impero ottomano, dopo che in precedenza, nell'Esercito Ottomano il grado equivalente era bölükbaşı.
Il grado di Yüzbaşı è superiore a  primo tenente (turco: Üsteğmen) e inferiore a Binbaşı.
Compito principale di coloro che ricopromo il grado di Yüzbaşı è il comando di un compagnia (turco: bölük) nelle forze terrestri e aeree.
In circostanze normali, il loro mandato nelle forze armate turche e nel comando generale della gendarmeria è di 6 anni. I primi tre anni sono chiamati Yüzbaşı e gli ultimi tre anni sono chiamati "Kıdemli Yüzbaşı" (italiano: "Primo capitano"). Possono servire come comandanti di compagnia. Occorrono sei anni di servizio per ottenere la promozione al grado di Yüzbaşı.

Distintivo di grado di Yüzbaşı dell'Esercito turco
Distintivo di grado di Yüzbaşı della Marina turca
Distintivo di grado di Yüzbaşı dell'Aeronautica turca
Distintivo di grado di Yüzbaşı della Gendarmeria

Nella Marina turca la denominazione del grado è Deniz Yüzbaşı.

### Impero ottomano
Nell'esercito ottomano gli ufficiali che si diplomano all'Accademia Militare iniziavano la loro carriera come "Capitani (Yüzbaşı) di Stato Maggiore". L'equivalente del "Kıdemli Yüzbaşı" nell'Impero ottomano e nei primi anni della Repubblica di Turchia era Kolağası.

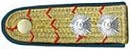
Distintivo di grado di Yüzbaşı dell'esercito ottomano (1909-1920)

#### Gradi dell'Esercito ottomano
| Grado   | Ufficiali generali | Ufficiali generali | Ufficiali generali | Ufficiali generali | Ufficiali superiori | Ufficiali superiori | Ufficiali superiori | Ufficiali subalterni | Ufficiali subalterni | Ufficiali subalterni | Ufficiali subalterni |
| ------- | ------------------ | ------------------ | ------------------ | ------------------ | ------------------- | ------------------- | ------------------- | -------------------- | -------------------- | -------------------- | -------------------- |
| Turchia | Müşir              | Ferik-ı Evvel      | Ferik-ı Sani       | Mirliva            | Miralay             | Kaymakam            | Binbaşı             | Kolağası             | Yüzbaşı              | Mülazım-ı Evvel      | Mülazım-ı Sani       |

| Grado   | Sottufficiali e graduati | Sottufficiali e graduati | truppa | truppa |
| ------- | ------------------------ | ------------------------ | ------ | ------ |
| Turchia | Çavuş                    | Onbaşı                   | Azab   | Nefer  |

## Esercito egiziano
Nell'Esercito egiziano il grado di yuzbashi (arabo يوزباشي) era in vigore durante la dominazione ottomana e poi durante l'epoca dei chedivè e nel Regno d'Egitto e corrispondeva al grado di capitano del British Army e degli altri eserciti occidentali.
La denominazione era rimasta inizialmente nei gradi dell'esercito egiziano anche dopo la rivoluzione del 1952 che ha abolito la monarchia e trasformato l'Egitto in una repubblica, per essere poi cambiata in quella di Nāqīb (arabo: نقيب) con la ristrutturazione dell'esercito egiziano nel 1958.

grado di yuzbashi dell'Esercito egiziano fino al 1958